# Тим Хауард
Тим Хауард (енгл. Tim Howard; Норт Брансвик, 6. март 1979) je амерички бивши фудбалски голман.
Он је мањински власник УСЛ клуба Мемфис 901, као и међународни амбасадор у САД за премијерлигашки клуб Евертон. Хауард се сматра једним од највећих америчких играча свих времена.

## Каријера
Хауард је започео своју каријеру у Норт Џерзи империјалсима, пре него што је прешао у Метро старсе. Потписао га је енглески клуб Манчестер јунајтед 2003. године, заменивши Фабјена Бартеза као првог голмана тима. У својој другој сезони у клубу, Хауард се такмичио за место првог избора са Ројем Керолом. Хауард је уживао у релативном успеху у клубу, пошто су освојили ФА Комјунити шилд 2003, ФА куп 2003–04 и Лигу куп 2005–06. Био је на листи ПФА тима године за сезону 2003–04.
Након што је Јунајтед потписао уговор са голманом Едвином ван дер Саром 2005. године, Хауард је само још једном играо за Јунајтед пре него што је отишао на позајмицу у Евертон 2006. и коначно потписао уговор са клубом у фебруару 2007. године. Хауард је 4. јануара 2012. постигао гол против Болтон вондерерса, што га чини тек четвртим голманом који је постигао гол у Премијер лиги. У 2016, Хауард се вратио у МЛС, потписавши за Колорадо рапидсе. Играо је три године за Рапидсе пре него што је окачио рукавице у октобру 2019. Постао је спортски директор УСЛ клуба Мемфис 901 у јануару 2020, а изашао је из пензије да би кратко заиграо за њих у марту 2020. године.
Хауард је најбољи голман свих времена за репрезентацију САД, са 121 наступом од 2002. до свог међународног пензионисања 2017. године. Био је неискоришћена замена за Светско првенство 2006, али се касније усталио као први голман међународних турнирских игара Сједињених Држава почевши од Купа конфедерација 2009. године. САД су завршиле као другопласирани против Бразила. Почео је све утакмице тима на Светским првенствима 2010. и 2014. године. Тим је у оба наврата стигао до осмине финала, а током последњег Хауард је поставио рекорд Светског првенства по броју одбрана у мечу, са петнаест против Белгије.